# Ward Bond

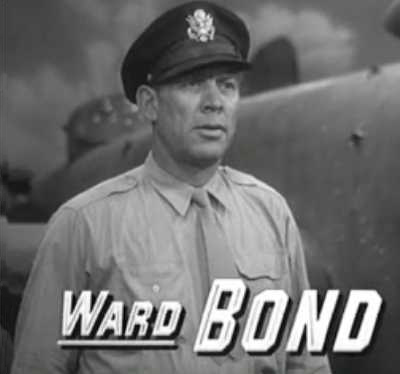
Ward Bond în A Guy Named Joe (1943)

Ward Bond (n. 9 aprilie 1903 - d. 5 noiembrie 1960) a fost un actor american. A apărut în peste 200 de filme artistice și în serialul TV Wagon Train. Ward Bond a fost un anticomunist american.

## Filmografie

### 23 de filme cuJohn Wayne
- 1959 Rio Bravo, regia Howard Hawks
- 1957 The Wings of Eagles
- 1956 The Searchers
- 1955 Rookie of the Year (TV drama)
- 1953 Hondo
- 1952 Omul liniștit
- 1951 Operation Pacific
- 1948 Fort Apache
- 1948 3 Godfathers
- 1945 They Were Expendable
- 1945 Dakota
- 1944 Tall in the Saddle
- 1941 A Man Betrayed
- 1941 The Shepherd of the Hills
- 1940 The Long Voyage Home
- 1936 Conflict
- 1933 College Coach
- 1931 Maker of Men
- 1930 The Big Trail
- 1930 Born Reckless
- 1930 The Lone Star Ranger
- 1929 Salute
- 1929 Words and Music

### Filmografie selectivă
- 1929 Words and Music bit part
- 1929 Salute
- 1930 The Big Trail
- 1931 Arrowsmith (nemenționat)
- 1932 Virtue
- 1932 Flesh nemenționat
- 1933 Lady for a Day nemenționat
- 1933 Wild Boys of the Road nemenționat
- 1934 Whirlpool
- 1934 Frontier Marshal
- 1934 Broadway Bill
- 1934 S-a întâmplat într-o noapte (It Happened One Night) nemenționat
- 1934 The Fighting Ranger
- 1935 Black Fury
- 1935 Little Big Shot
- 1935 The Headline Woman
- 1936 Conflict
- 1936 Without Orders
- 1936 Boulder Dam (1936) nemenționat
- 1936 The Leathernecks Have Landed
- 1937 Topper nemenționat
- 1937 Mountain Music nemenționat
- 1937 Souls at Sea nemenționat
- 1937 Periferie - Portar
- 1938 Leopardul Suzanei (Bringing Up Baby), regia Howard Hawks nemenționat
- 1938 The Amazing Dr. Clitterhouse
- 1938 Hawaii Calls
- 1938 You Can't Take It with You nemenționat
- 1938 Going Places nemenționat
- 1939 The Girl from Mexico
- 1939 They Made Me a Criminal
- 1939 Mr. Moto in Danger Island nemenționat
- 1939 The Oklahoma Kid
- 1939 Dodge City
- 1939 Young Mr. Lincoln
- 1939 Frontier Marshal
- 1939 Heaven with a Barbed Wire Fence
- 1939 Drums Along the Mohawk
- 1939 Pe aripile vântului (Gone with the Wind), regia Victor Fleming
- 1940 The Grapes of Wrath
- 1940 Virginia City
- 1940 The Mortal Storm
- 1940 The Long Voyage Home
- 1940 Kit Carson
- 1941 Tobacco Road
- 1941 A Man Betrayed
- 1941 Sergeant York
- 1941 The Shepherd of the Hills
- 1941 Manpower
- 1941 Șoimul maltez (The Maltese Falcon), regia John Huston
- 1942 Ten Gentlemen from West Point
- 1942 The Falcon Takes Over
- 1942 Gentleman Jim, regia Raoul Walsh
- 1943 Slightly Dangerous
- 1943 A Guy Named Joe
- 1944 The Sullivans, renamed The Fighting Sullivans
- 1944 Tall in the Saddle
- 1945 Dakota
- 1945 They Were Expendable
- 1946 Draga mea Clementina (My Darling Clementine)
- 1946 O viață minunată (It's a Wonderful Life), regia Frank Capra
- 1947 Unconquered
- 1947 The Fugitive
- 1948 Fort Apache
- 1948 The Time of Your Life
- 1948 Tap Roots
- 1948 Joan of Arc
- 1948 3 Godfathers
- 1950 Kiss Tomorrow Goodbye
- 1950 Wagon Master
- 1950 Riding High
- 1951 Operation Pacific
- 1951 Only the Valiant
- 1952 Hellgate
- 1952 On Dangerous Ground
- 1952 Omul liniștit (The Quiet Man), regia John Ford
- 1953 Blowing Wild
- 1953 Hondo
- 1954 Johnny Chitară (Johnny Guitar), regia Nicholas Ray
- 1955 The Long Gray Line
- 1955 Mister Roberts
- 1955 A Man Alone
- 1956 The Searchers
- 1957 The Halliday Brand
- 1957 The Wings of Eagles
- 1957 China Doll
- 1959 Rio Bravo, regia Howard Hawks